# ديكستر (نيومكسيكو)
ديكستر (بالإنجليزية: Dexter, New Mexico)‏ هي معلم جغرافي تقع في الولايات المتحدة في مقاطعة شافيز، نيومكسيكو. يقدر عدد سكانها بـ 1,235 نسمة ومساحتها 2.1 كم2 وترتفع عن سطح البحر 1,056 متر.

## التركيبة السكانية
حدّد مكتب تعداد الولايات المتحدة بيانات التركيبة السكانية لديكستر في تعداد الولايات المتحدة. في ما يلي، التركيبة السكانية حسب تعدادي 2000 و2010.

### تعداد عام 2000
بلغ عدد سكان ديكستر 1,235 نسمة بحسب تعداد عام 2000، وبلغ عدد الأسر 390 أسرة وعدد العائلات 333 عائلة مقيمة في البلدة. في حين سجلت الكثافة السكانية 602.4 نسمة لكل كيلومتر مربع (1,560.2/ميل2). وبلغ عدد الوحدات السكنية 434 وحدة بمتوسط كثافة قدره 211.7 لكل كيلومتر مربع (548.3/ميل2).
وتوزع التركيب العرقي للبلدة بنسبة 60% من البيض و0.24% من الأمريكيين الأفارقة و0.73% من الأمريكيين الأصليين و35.47% من الأعراق الأخرى و3.56% من عرقين مختلطين أو أكثر و71.17% من الهسبانيون أو اللاتينيون من أي عرق.
بلغ عدد الأسر 390 أسرة كانت نسبة 53.8% منها لديها أطفال تحت سن الثامنة عشر تعيش معهم، وبلغت نسبة الأزواج القاطنين مع بعضهم البعض 62.3% من أصل المجموع الكلي للأسر، ونسبة 17.7% من الأسر كان لديها معيلات من الإناث دون وجود شريك، بينما كانت نسبة 5.4% من الأسر لديها معيلون من الذكور دون وجود شريكة وكانت نسبة 14.6% من غير العائلات. تألفت نسبة 11.5% من أصل جميع الأسر من عدة أفراد يعيشون في نفس المنزل ونسبة 4.9% كانت تتألف من شخص يعيش بمفرده يبلغ من العمر 65 عاماً أو أكثر. وبلغ متوسط حجم الأسرة المعيشية 3.17، أما متوسط حجم العائلات فبلغ 3.39.
بلغ العمر الوسطي للسكان 30.0 عاماً. وكانت نسبة 35.3% من القاطنين تحت سن الثامنة عشر، وكانت نسبة 9.9% بين الثامنة عشر والرابعة والعشرين عاماً، ونسبة 27.4% كانت واقعةً في الفئة العمرية ما بين الخامسة والعشرين والرابعة والأربعين عاماً، ونسبة 17.1% كانت ما بين الخامسة والأربعين والرابعة والستين، ونسبة 10.3% كانت ضمن فئة الخامسة والستين عاماً فما فوق. يوجد لكل 100 أنثى 94.8 ذكر، ويوجد لكل 100 أنثى في الثامنة عشر من عمرها فما فوق 86.7 ذكر.
بلغ متوسط دخل الأسرة في البلدة 30,707 دولارًا، أما متوسط دخل العائلة فبلغ 31,316 دولارًا. وكان متوسط دخل الذكور 23,950 دولارًا مقابل 16,591 دولارًا للإناث. وسجل دخل الفرد الخاص بالبلدة 10,239 دولارًا. وكانت نسبة 14.8% من العائلات ونسبة 14.9% من السكان تحت خط الفقر، وكان من هؤلاء نسبة 16.1% تحت سن الثامنة عشر ونسبة 31.5% في الخامسة والستين من العمر وما فوق.

### تعداد عام 2010
بلغ عدد سكان ديكستر 1,266 نسمة بحسب تعداد عام 2010، وبلغ عدد الأسر 418 أسرة وعدد العائلات 331 عائلة مقيمة في البلدة. في حين سجلت الكثافة السكانية 617.6 نسمة لكل كيلومتر مربع (1,599.6/ميل2). وبلغ عدد الوحدات السكنية 452 وحدة بمتوسط كثافة قدره 220.5 لكل كيلومتر مربع (571.1/ميل2).
وتوزع التركيب العرقي للبلدة بنسبة 57.98% من البيض و0.39% من الأمريكيين الأفارقة و1.42% من الأمريكيين الأصليين و36.49% من الأعراق الأخرى و3.71% من عرقين مختلطين أو أكثر و75.91% من الهسبانيون أو اللاتينيون من أي عرق.
بلغ عدد الأسر 418 أسرة كانت نسبة 48.1% منها لديها أطفال تحت سن الثامنة عشر تعيش معهم، وبلغت نسبة الأزواج القاطنين مع بعضهم البعض 55.3% من أصل المجموع الكلي للأسر، ونسبة 14.1% من الأسر كان لديها معيلات من الإناث دون وجود شريك، بينما كانت نسبة 9.8% من الأسر لديها معيلون من الذكور دون وجود شريكة وكانت نسبة 20.8% من غير العائلات. تألفت نسبة 17.2% من أصل جميع الأسر من عدة أفراد يعيشون في نفس المنزل ونسبة 6.2% كانت تتألف من شخص يعيش بمفرده يبلغ من العمر 65 عاماً أو أكثر. وبلغ متوسط حجم الأسرة المعيشية 3.03، أما متوسط حجم العائلات فبلغ 3.41.
بلغ العمر الوسطي للسكان 31.8 عاماً. وكانت نسبة 31% من القاطنين تحت سن الثامنة عشر، وكانت نسبة 10% بين الثامنة عشر والرابعة والعشرين عاماً، ونسبة 26.7% كانت واقعةً في الفئة العمرية ما بين الخامسة والعشرين والرابعة والأربعين عاماً، ونسبة 21.6% كانت ما بين الخامسة والأربعين والرابعة والستين، ونسبة 10.7% كانت ضمن فئة الخامسة والستين عاماً فما فوق. وتوزع التركيب الجنسي للسكان بنسبة 51.3% ذكور و48.7% إناث.